# 拉讷维尔阿雷米
拉讷维尔阿雷米（法語：Laneuville-à-Rémy，法語發音：[lanøvil a ʁemi]）是法国上马恩省的一个市镇，属于圣迪济耶区。拉讷维尔阿雷米曾于1972年与市镇罗贝尔马尼合并为市镇罗贝尔马尼-拉讷维尔阿雷米。2012年，罗贝尔马尼-拉讷维尔阿雷米拆分回原来的两市镇。

## 地理
拉讷维尔阿雷米（48°28'23"N, 4°53'0"E）面积5.96 平方千米，位于法国大東部大區上马恩省，该省份为法国东北部内陆省份，北起马恩省和默兹省，西接奥布省，西南接科多尔省，东南接上索恩省，东临孚日省。
与拉讷维尔阿雷米接壤的市镇（或旧市镇、城区）包括：巴伊欧福日、瓦耶孔特、瓦西、拉波特迪代尔。
拉讷维尔阿雷米的时区为UTC+01:00、UTC+02:00（夏令时）。

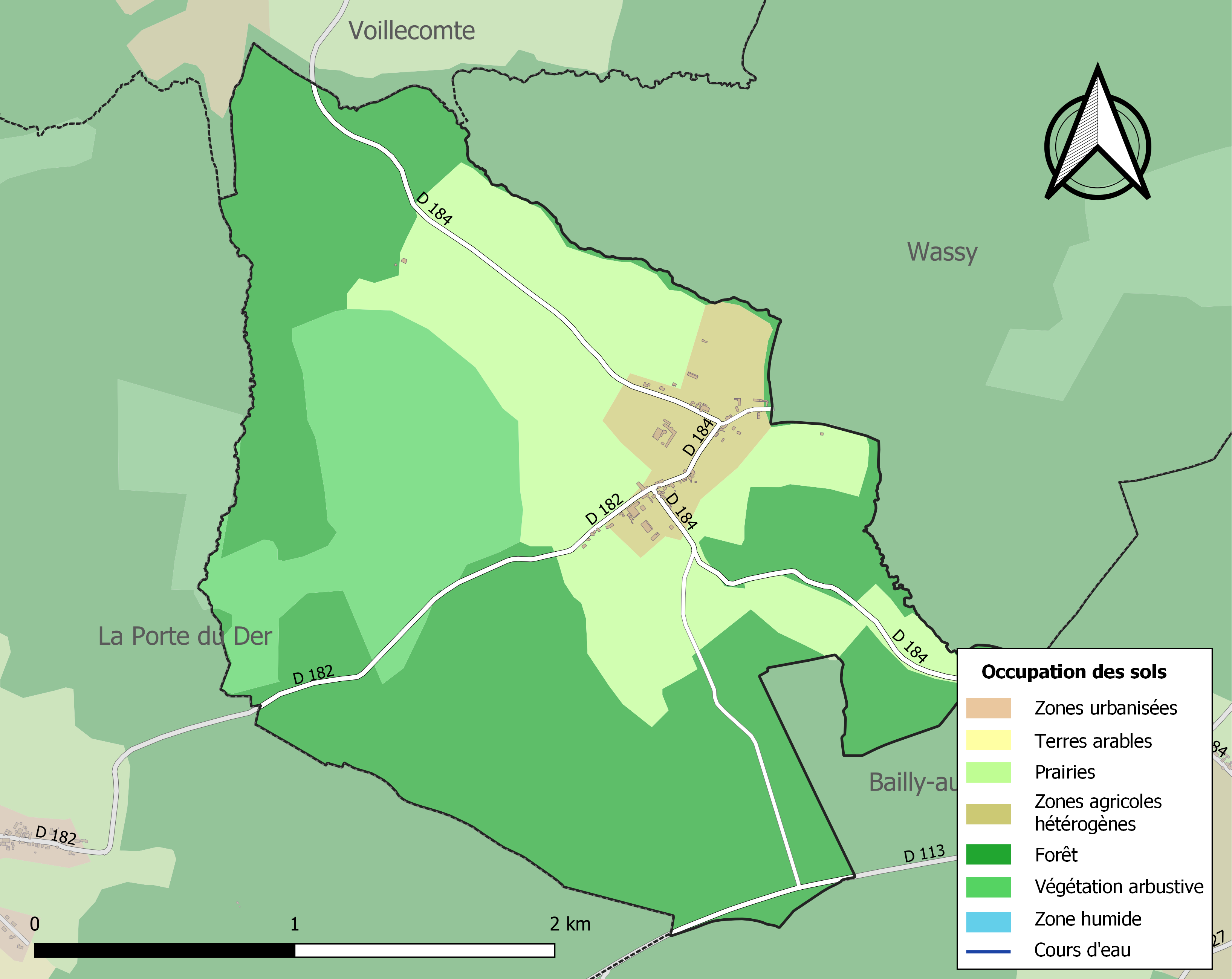
拉讷维尔阿雷米的OSM定位图

## 行政
拉讷维尔阿雷米的邮政编码为52220，INSEE市镇编码为52266。

## 政治
拉讷维尔阿雷米所属的省级选区为瓦西县。

## 人口
拉讷维尔阿雷米于2022年1月1日时的人口数量为66人。